# デヴィッド・スレイド
デヴィッド・スレイド（David Slade, 1969年9月26日 - ）は、イギリスの映画監督。映画監督として活動する以前から、ミュージックビデオのディレクターも務めている。代表作は『30デイズ・ナイト』、また同じくヴァンパイアをテーマにした『トワイライト』シリーズ3作目である『エクリプス/トワイライト・サーガ』がある。

## フィルモグラフィ

### ミュージックビデオ
- Speedy J "Symmetry"
- Aphex Twin "Donkey Rhubarb"
- LFO "Tied Up"
- Rob Dougan "Clubbed to Death"
- Stone Temple Pilots "Sour Girl"
- Tori Amos "Strange Little Girl"
- Muse "Hyper Music, Feeling Good"
- Muse "Bliss"
- Muse "New Born"
- System of a Down "Aerials"
- AFI "Girl's Not Grey"
- The Killers "Goodnight, Travel Well"

### 短編映画
- I Smell Quality （1994年）
- Do Geese See God? （2004年）
- MEATDOG: What’s Fer Dinner （2008年）[1]

### 長編映画
- ハードキャンディ Hard Candy （2006年）
- 30デイズ・ナイト 30 Days of Night （2007年）
- エクリプス/トワイライト・サーガ The Twilight Saga: Eclipse （2010年）

### テレビドラマ
- ハンニバル (2013-2014年)
- アメリカン・ゴッズ (2017年)

## 関連文献
- David Slade at FEARnet